# ディー・カイゼリン
ディー・カイゼリン（Die Kaiserin、別名: 氷の女皇帝）は、漫画『ファイブスター物語』および映画『花の詩女 ゴティックメード』に登場する架空の兵器、ゴティックメード (GTM) の1つである。ツァラトウストラ・アプターブリンガーやダッカス・ザ・ブラックナイトと共に物語劇中で特に著名であり、主役級のゴティックメードである。

## 概要
星団暦初頭に当時のドナウ帝国、現在における統合前のフィルモア帝国が製造する。当時のドナウ帝国皇帝の依頼でGTMガーランドのブラウニー・ライド博士が設計し皇帝騎として製造されるが、当時のドナウ帝国で僅かな年月を経た後に政治的な配慮により聖宮ラーンの詩女に「不戦の証」として贈られることになる。以後は詩女個人の所有で国家には属しておらず、長きに渡り封印される。ミノグシア連合及び譲渡元であるフィルモア帝国からは剣を向けてはならないGTMとして伝わっているが、それは騎体各所の当時のドナウ帝国の紋章は消されずに残されていること、更に詩女所有となった後は聖宮ラーンの紋章を追加されたことに由来する。
星団暦2490年のハスハ動乱時に封印を解かれ当時の剣聖ビザンチンが騎乗、その際にガス演算システムの「シン・ファイア」からファティマシステムへと改装されている。改装時に携わったとして知られるGTMガーランドはゼビア・コーター。ブラウニー・ライド博士の子孫に当たる。
形式はホルダ17型、フレームはブラウニー・ライド博士の設計したアウトメタ型ライオンフレームを用い、駆動関節には背骨部に2対のツインスイング・オフセットキール、肩腰踵膝にアシリア・セパレーツ（螺旋ツインスイング関節）を採用。また半透明の黒色装甲部はエンジン出力に伴い様々な色彩にスペクトル変化し、安定時はドナウ帝国の黒色と白色を表す。搭載されるハーモディックエンジンは過去に存在した超帝國ユニオ製造のGTMシュッツィエンに搭載される「ベタン4型」星団の最後のAD世紀の遺産。騎体起動時は「女性の幽霊が泣き叫ぶ様な音」を発するが、これはドナウ帝国で製造されたGTM各騎共に同様の特徴を持つ。見た目麗しいその姿はかつての支配者を彷彿とさせ、各国に脅威を畏怖させる存在として知られる。
名称として氷の女皇帝、ガラスのカイゼリン、ゼノア・アプターブリンガーとも知られ、数奇な運命を辿るGTMとして星団史に記されている。

## カイゼリンに騎乗した操縦者（ウォーキャスター）
ドナウ・ガァ・トリハロン『ドナウ帝国』第三皇子
星団暦451年に同騎を駆って詩女ベリンの聖都『ハ・リ』への都行護衛任務に際し、道中に詩女一行を襲撃したテロリストのGTMを破壊、テロを鎮圧する。その後、詩女ベリンに託され長きに渡り封印される。
剣聖デューク・ビザンチン
星団暦2490年、ハスハ動乱時に当時の詩女エダクダがおよそ二千年に渡る封印を解き当時の剣聖ビザンチンとファティマ・インタシティに託され、ハスハ独立戦争を戦い抜く。
ヤーボ・ビート
星団暦2997年のワンダン・ハレー脱走事件に際し、詩女ムグミカ（アトール皇帝）が封印を解き、当時のスバース隊副長から離れていたヤーボ・ビートに事件を収めるべく同騎を託されて事件の渦中である惑星アドラーへ向かう。
デプレ・ビート（デプレ・ツェン・アトール）
2997年に横死した母ヤーボから同騎とファティマ・コンコードを受け継ぐ。魔導大戦時は現ミノグシア連邦の旗騎GTMとして運用される。
タワー（ショウメ・タワー）
聖宮ラーンよりファティマ・タワーと共に引き渡される。AKD皇帝の天照に渡った同騎はX型ミラージュと分類され「ゼノア・アプターブリンガー」の名称を与えられる。

## 劇中での活躍
映画『花の詩女 ゴティックメード』ではまさに主役の座にいた騎体で、その騎体の動作とスピード、エンジン出力に伴い様々な色に変化する半透明の黒色装甲部は特にこの騎体の特徴を如実に表しておりゴティックメードの強さと美しさ、同時に戦争兵器の恐ろしさを画面内で表したロボットである。 

## 備考
ファイブスター物語の2013年再開以前、原作者の永野護による大規模設定改変以前の版まではエンプレス・フレーム（ジ・エンプレス・オブ・ディスターヴ）に該当し、超帝國ユニオ（ファロスディー・カナーン超帝国）主宰であった炎の女皇帝ナインを模したデザインと設定として劇中に登場していたが、映画「花の詩女 ゴティックメード」制作以降はカイゼリンと入れ替わることとなった。成り立ちや誕生にまつわる設定等はこれに合わせ改変されるも以前のエンプレス、劇中における未来のゴウト・ミラージュ（ゼノア・アプターブリンガー）としての劇中内での立ち位置や所属設定などは同じ物となっている。
フィルモア帝国のディー・ウィリーズ（ホルダ21型。現ダイ・グ騎乗）、ディー・メロウラ（ホルダ19型。現クリスティンV騎乗）とカイゼリンは同型機（皇帝騎）であり、ツインスイング等パーツも共有箇所があることから交換も可能という。
カイゼリンのメカニックデザインは映画制作発表以後に数度発表されており、作者の個人スタジオであるオートマチックフラワーズの公式サイトやファイブスター物語休載以降の『月刊ニュータイプ』誌の表紙や作品特集記事にみられ、デザインの変遷が見て取れる。
映画『花の詩女 ゴティックメード』劇中内におけるカイゼリンの駆動音にはIHIジェットサービス（株式会社IHIの関係子会社）への取材により重機タービン音を録音、サンプリングしたものが劇中に使用されている。